# Misplaced Childhood
Misplaced Childhood è il terzo album in studio del gruppo musicale britannico Marillion, pubblicato il 17 giugno 1985 dalla EMI.

## Il disco
Misplaced Childhood fu il primo vero e proprio concept album dei Marillion. La musica stessa non ha una vera soluzione di continuità: il frontman Fish aveva in effetti annunciato che la sua intenzione era pubblicare l'album con due sole tracce, "lato 1" e "lato 2", sui due lati del vinile (sulla falsariga dell'album Thick as a Brick dei Jethro Tull), sebbene alla fine le cose siano andate diversamente a causa dell'etichetta discografica che giudicava quest'idea non adatta a quegli anni, in ogni caso nei concerti Fish annunciava spesso Misplaced Childhood come se fosse "un brano".
La storia è principalmente basata su amori perduti, successi amari e infanzie perdute, con un sorprendente finale. Come Fish spiegò, ideò il concept durante dieci ore di "viaggio" con l'LSD.
Nel 1998 Misplaced Childhood è stato ripubblicato in edizione rimasterizzata con l'aggiunta di un secondo CD contenente demo e versioni alternative dei brani dell'album.

## Tracce
Testi di Derek W. Dick, musiche di Mark Kelly, Ian Mosley, Steve Rothery e Pete Trewavas.

### Edizione standard
1. Pseudo Silk Kimono – 2:13
2. Kayleigh – 4:03
3. Lavender – 2:27
4. Bitter Suite – 5:53
5. Heart of Lothian – 6:02
6. Waterhole (Expresso Bongo) – 2:12
7. Lords of the Backstage – 1:52
8. Blind Curve – 9:29
9. Childhoods End? – 4:32
10. White Feather – 2:23

CD bonus nella riedizione del 1998
1. Lady Nina – 5:50
2. Freaks – 4:08
3. Kayleigh (Alternative Mix) – 4:03
4. Lavender Blue – 4:22
5. Heart of Lothian (Extended Mix) – 5:54

- Misplaced Childhood Album Demos – Recorded February 1985

1. Pseudo Silk Kimono – 2:11
2. Kayleigh – 4:06
3. Lavender – 2:37
4. Bitter Suite – 2:54
5. Lords of the Backstage – 1:46
6. Blue Angel – 1:46
7. Misplaced Rendezvous – 1:56
8. Heart of Lothian – 3:49
9. Waterhole (Expresso Bongo) – 2:00
10. Passing Strangers – 9:17
11. Childhoods End? – 2:23
12. White Feather – 2:18

### Edizione deluxe
Disc 1 – Misplaced Childhood (2017 Remaster)
1. Pseudo Silk Kimono – 2:13
2. Kayleigh – 4:04
3. Lavender – 2:27
4. Bitter Suite – 7:55
5. Heart of Lothian – 4:04
6. Waterhole (Expresso Bongo) – 2:13
7. Lords of the Backstage – 1:53
8. Blind Curve – 9:29
9. Childhoods End? – 4:33
10. White Feather – 2:24

Disc 2 – Live at Utrecht 1985
1. Emerald Lies (Intro) – 0:50
2. Script for a Jester's Tear – 8:42
3. Incubus – 9:42
4. Chelsea Monday – 9:59
5. The Web – 8:18

Disc 3 – Live at Utrecht 1985 (Continued)
- Misplaced Childhood

1. Pseudo Silk Kimono – 3:15
2. Kayleigh – 4:00
3. Lavender – 2:20
4. Bitter Suite – 8:21
5. Heart of Lothian – 4:03
6. Waterhole (Expresso Bongo) – 2:26
7. Lords of the Backstage – 1:48
8. Blind Curve – 9:36
9. Childhoods End? – 4:14
10. White Feather – 5:29

- Encores:

1. Fugazi – 12:35
2. Garden Party – 6:15
3. Market Square Heroes – 7:25

Disc 4 – Singles, B-Sides & Versions
1. Lady Nina (B-Side) – 5:50
2. Freaks (B-Side) – 4:08
3. Kayleigh (Alternative Mix) – 4:03
4. Lavender Blue – 4:23
5. Heart of Lothian (Extended Mix) – 5:49
6. Lady Nina (Steven Wilson Stereo Remix) – 3:43

- "Misplaced Childhood" Demos

1. Pseudo Silk Kimono – 2:19
2. Kayleigh – 3:59
3. Lavender – 2:38
4. Bitter Suite: Brief Encounter/Lost Weekend – 2:55
5. Lords of the Backstage – 1:47
6. Blue Angel – 1:46
7. Misplaced Rendezvous – 1:57
8. Heart of Lothian: Wide Boy/Curtain Call – 3:49
9. Waterhole (Expresso Bongo) – 2:01
10. Passing Strangers: Mylo/Perimeter Walk/Threshold – 9:17
11. Childhoods End? – 2:24
12. White Feather – 2:14

Disc 5 – Blu Ray
1. Misplaced Childhood (Steven Wilson 5.1 Surround Mix) – 41:21
2. Lady Nina (Steven Wilson 5.1 Surround Mix) – 3:43
3. Lady Nina (Steven Wilson Stereo Remix) – 3:43
4. Misplaced Childhood (96/24 Stereo Remaster) – 41:18
5. Childhood Memories: Documentary – 73:57

- Promo Videos:

1. Kayleigh – 3:37
2. Lavender – 3:37
3. Heart of Lothian – 3:30
4. Lady Nina – 3:41

## Formazione
Gruppo
- Fish – voce
- Steve Rothery – chitarre
- Pete Trewavas – basso
- Mark Kelly – tastiere
- Ian Mosley – percussioni

Produzione
- Chris Kimsey – produzione, missaggio
- Thomas Steimler – registrazione
- Mark Freegard – assistenza al missaggio

## Classifiche
| Classifica (1985) | Posizione massima |
| ----------------- | ----------------- |
| Germania          | 3                 |
| Italia            | 11                |
| Norvegia          | 10                |
| Paesi Bassi       | 6                 |
| Regno Unito       | 1                 |
| Stati Uniti       | 47                |
| Svezia            | 15                |
| Svizzera          | 6                 |